# Haggenmacher-villa
A Haggenmacher-villa, vagy Istenszeme vendégfogadó az évszázadok során többször átalakított egykori vendégfogadó, majd családi villa és végül gyermekotthon Budapesten, a XII. kerületben. A kerület tulajdonban lévő műemlék épület ma üresen áll, őrzés és karbantartás híján pedig állapota gyorsan romlik. A főváros 2016 óta próbálta értékesíteni az ingatlant, amelyre 2021 novemberében talált vevőt, azonban az állam élt elővásárlási jogával, így 2022-ben állami tulajdonba került, és a Normafa beruházás keretében rendeződni látszott a sorsa, de 2024 őszéig még állagmegóvást sem végeztek rajta, ezért a kerület szeretné azt magának felújítani, és közösségi funkciókkal ellátni, az újabb tervek szerint.
Építészeti stílusa és értéke alapján a kezdeti magyar modern építészet emlékeként kutatása és jegyzékbe vétele kívánatos.

## Története

### Istenszeme-fogadó
Ezen a területen volt a 18. században a budai hegyek legnagyobb földbirtokosának, Johann Karl von Stettner udvari tanácsosnak a majorja. A majorságban, az 1760-as években már vendégfogadó működött, aminek a többször is átépített épülete látható ma is. 

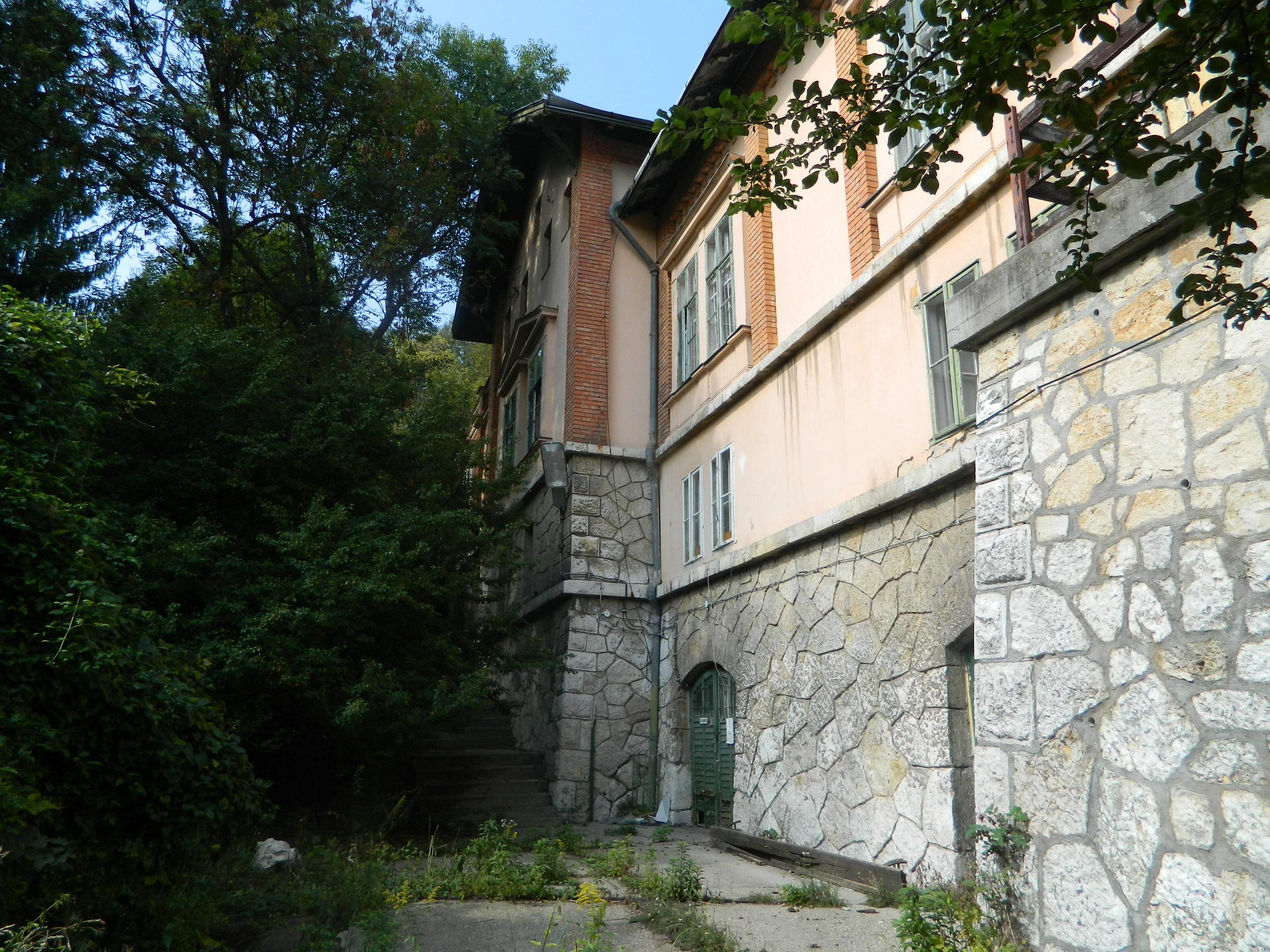

A fogadó nevének eredetét illetően a szájhagyomány három változatot ismer. Mivel a klasszicista stílusú épület timpanonjában óriási szem (Isten szeme) volt látható, Istenszeme vendéglő néven csábította a gyönyörű vidékre a budai polgárokat. A második magyarázat szerint a fogadó a felső szintjén lévő teraszról és a felette elterülő réttől kölcsönözte nevét, amit ma is Istenszeme-rétnek hívnak. Innét látni lehetett az egykori Pest és Buda városát is. A harmadik magyarázat szerint a hatalmas kertben található, tengerszemre hasonlító tavacskáról, azaz az Istenszeme-tóról kaphatta nevét.
1837-ben Kossuth Lajos gyógyulást keresve családjával együtt költözött pár hétre az Istenszeme fogadóba, ami mai értelemben akkor hegyvidéki üdülőnek volt tekinthető. Vele együtt pihent itt a neves irodalomtörténész Toldy Ferenc is, aki tanúja volt, amikor Kossuth Lajost e házban elfogták a betiltott Törvényhatósági Tudósítások szerkesztése és terjesztése miatt.
Az eredeti épület kőalapokra épült, faoszlopos tornáccal díszített ház volt, homlokzatán napsugarakkal körülvett háromszögben egy szemmel. Ez az épület 1846-ban leégett, de hamarosan újjáépítették és a szimbólum is visszakerült a homlokzatra.

### Haggenmacher-villa
1880-ban Haggenmacher Károly szerezte meg a zugligeti uradalom tulajdonát, ahol még 1864-ben is vendégfogadó üzemelt. A fogadó helyén neves építészekkel 1884 és 1885 között újat építtetett, és Svájcból hozott üvegablakokkal, díszkályhákkal díszítette. Az átalakítás során ügyeltek rá, hogy az Isten szeme az új villán is látható legyen.
Haggenmacher Károly gyönyörű kertté varázsolta a tóra néző épület környékét, felismerve, micsoda természeti kincs ez a tengerszemre hasonlító tavacska. Partjára szelídgesztenyefákat ültettetett, azóta csak itt találhatók ilyenek a budai hegyekben. Ezért, és mert a tó különleges elhelyezkedése okán különleges a terület mikroklímája is, élvez papíron ma is kiemelt védettséget a budai parkerdő természetvédelmi övezetén belül. Sajnos azonban a rendszerváltást követően a park gazdátlanná vált és az erdő lassan visszafoglalja a területet.
Haggenmacher Károly 1921-ben itt lett öngyilkos, talán megvakulása miatt. Gyermektelenül hunyt el. Végrendeletében az olvasható, hogy „…Budapesten a Zugligetben fekvő ingatlana, a »Disznófői« épületek és »Isten Szeme« nevű villa Henrik fivérének, illetve leszármazóinak jusson olyképp, hogy a villa és villatelek holtiglani haszonélvezete feleségét, született Szalay Gizellát illesse…” Holtig tartó haszonélvezet jogán Haggenmacher Károly felesége, Szalay Gizella 1929-ig lakta a helyet. A további örökösök halála után azonnal árulni kezdték a villát, 1.170.000 pengőért ajánlották eladásra az ingatlanokat a székesfővárosnak, ám az üzlet sokáig nem valósult meg. A végrendeletben számos örökös van megemlítve, így az a legenda, hogy Dreher Jenőné a fővárosnak ajándékozta gyermekotthon céljából hamis. Dréher Jenőné csak 10/70-ed részben volt tulajdonosa az örökölt ingatlannak, így ő egyedül nem rendelkezhetett vele. A Haggenmacher családdal folytatott tárgyalások során 1940-ben a X. kerületben fekvő 32 darab és a II. kerületben fekvő egy ingatlanrésszel való kártalanítás módja került szóba. Ezek együttes értéke 942 500 pengő volt, ami közel megfelelt a Haggenmacherek által átadandó ingatlanok becsértékének. A döntés értelmében 1941. október 24-én kerültek az ingatlanok és a területek a fővárosi önkormányzat tulajdonába, csere jogcímen. Ahogy tehát a levéltári dokumentumok alátámasztják, a család nem elajándékozta, hanem elcserélte a telket, és nem volt semmilyen feltétele, hogy mire használhatja a főváros az ingatlant, így még szomorúbb, hogy azóta romlik az állapota.

### Kossuth Lajos Gyermekotthon

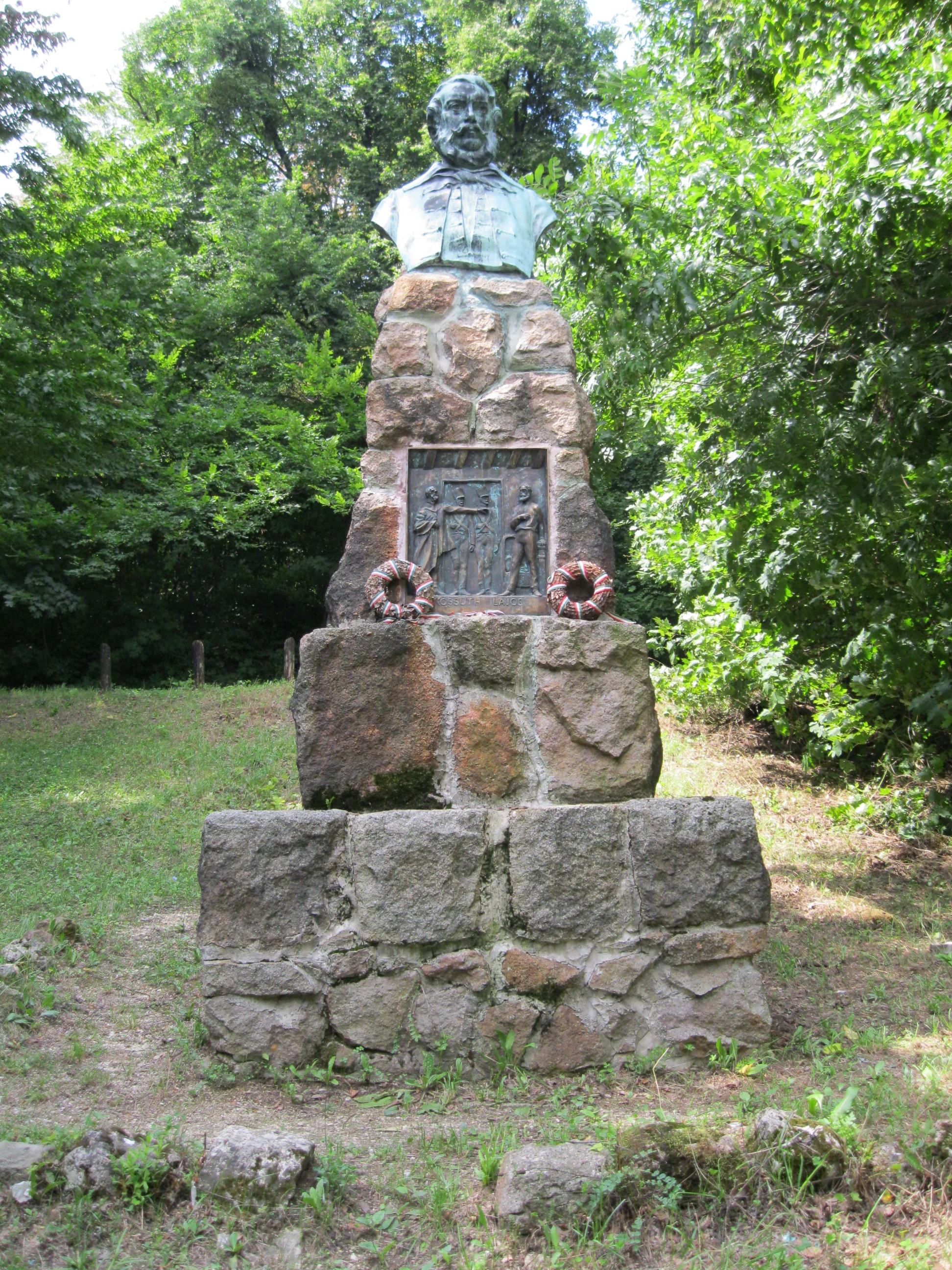
Kossuth Lajos emlékműve a villa közelében, akit itt tartóztattak le 1837-ben a betiltott Törvényhatósági Tudósítások szerkesztése és terjesztése miatt

A villát a várostól bérlő gróf Andrássy Gyuláné 1945-ben elhunyt, de az épületet csak 1949-ben vehették birtokba a gyerekek. Ekkor nyílt meg az épületben a  Kossuth Lajos Gyermekotthon és Általános Iskola. Nehezen kezelhető gyerekek laktak és tanultak benne, összesen mintegy 40-50 fő. A gyermekotthonban lakó felső tagozatosok a közeli Zugligeti iskolában végezték tanulmányaikat. 1955-ben emléktábla került az épület falára és kis Kossuth Múzeum is nyílt az épületben, amely szabadon látogatható volt. Telente nem csak a gyermekotthon lakói, hanem a környék lakossága is jégpályaként használta a befagyott tavat.
A rendszerváltás megpecsételte a gyönyörű kert és a műemlék épület sorsát. Az 1990-es évek elején az Istenszeme-forrás és vele együtt a Disznófő-forrás vizét is közvetlenül bekötötték a csatornába, ezzel megszűnt a tó vízellátása.
Az 1990-es évek elején megszűnt a kis múzeum és eltűnt a Kossuth elfogására emlékező emléktábla is. Ezt a táblát egy felbuzdulással a XII. kerületi önkormányzat és a Zugligeti Egyesület 1999-ben pótolta, ami ma is látható az épület keleti falán (Varga Tamás alkotása). A gyermekotthon 2000-ben elköltözött.
A fővárosi önkormányzat tulajdonában maradt épület azóta üresen, kihasználatlanul áll. Őrzéséről a 2010-es választásokig gondoskodott a város, azóta viszont őrizetlenül áll. A telket lassan visszahódítja a természet, míg az épület korábban felügyelet híján mára hajléktalanok tanyájává vált, most a közterület-felügyelet által őrzött a terület, az épület riasztóval van ellátva. A hatóság öt perc alatt kiérkezik.
Még a lovakat is…
…„a gyermekotthon igazgatója. Sietett megnyugtatni a lovarda sorsáért aggódókat is: egyelőre nem költöznek a lovak, az istálló biztonságos. A Magyar Nemzetben korábban már beszámoltunk arról a civil kezdeményezésről, amely létrehívta a Nemzetközi Kossuth Lajos Gyermekalapítványt, amelynek keretében sérült gyerekek lovagoltatását szervezte meg két éve és irányítja azóta is néhány lelkes pedagógus a villa parkjában. Félszáznál több mozgássérült, vak, siket, Down-kóros, valamint enyhe értelmi fogyatékos és viselkedészavarral küszködő gyerek vesz részt a terápiás lovagláson az intézményből és más iskolákból. A fedett lovardában öt ló várja őket felszereléssel együtt, a tizenkét önkéntes terapeuta ingyen vezeti a foglalkozásokat. Szponzorok segítségével szerzik be a takarmányt, az állatok fenntartása adományokból történik.A védett épület és a 3,3 hektáros park tulajdonosa a főváros, a természetvédelmi terület a hivatalos besorolás szerint turisztikai erdőnek minősül. Az értékbecslése most folyik, majd eladásra kínálja föl a főváros drága jószágát. Szigorúak a kikötések, mind a ház külsejének megőrzése, mind a telek beépíthetősége miatt, az értékelésben csak óvatos számokat tudott mondani Varga Péter. Hozzávetőlegesen háromszázmilliót ér mostanság az ingatlan, de ez csak becslés. A lovardának az iskola igazgatója és a főváros képviselője együttes erővel keresi a megfelelő helyet Budapest határában és környékén.”…